# Boltenia pilosa
Boltenia pilosa är en sjöpungsart som först beskrevs av C.S. Millar 1955.  Boltenia pilosa ingår i släktet Boltenia och familjen lädermantlade sjöpungar. Inga underarter finns listade.